# Palacio del Comendador de Alcuéscar
El Palacio del Comendador de Alcuéscar, también conocido como Palacio de los Marqueses de Torreorgaz es un edificio medieval situado en el conjunto monumental de la ciudad de Cáceres.
Su construcción se inició en el siglo XIV siguiendo los designios de Diego García de Ulloa por aquellos entonces Comendador de Alcuéscar de donde recibe su nombre. Inicialmente fue concebido como un palacio fortificado siendo su elemento más antiguo la torre defensiva que se alza en una de sus esquinas y en la que se pueden observar los escudos heráldicos de los Ulloa. Las reformas que en la torre se llevaron a cabo en el siglo XVI junto a la construcción en ese mismo momento del patio porticado alteraron definitivamente la imagen militar del edificio.
El aspecto actual de la fachada principal de estilo neoclásico datan del siglo XVIII y fueron llevadas a cabo por los descendientes del Comendador, los marqueses de Torreorgaz que incorporaron su blasón sobre el balcón que se puede ver dicha fachada.
Tras una nueva restauración llevada a cabo a finales de la década de los 80, desde 1989 el Palacio alberga, junto al edificio de la Casa de los Ovando Perero, el Parador de Turismo de Cáceres.